# Frederic George Kenyon
Sir Frederic George Kenyon (Londra, 15 gennaio 1863 – 23 agosto 1952) è stato un paleografo e papirologo britannico.
Lavorò per il British Museum dal 1889 al 1931 e fu presidente della British Academy (la quale assegna biennalmente una medaglia a lui intitolata) dal 1917 al 1921 nonché Gentleman Usher of the Purple Rod dal 1918 alla sua morte.

## Biografia
Era il figlio di John Robert Kenyon, Vinerian Professor of English Law all'Università di Oxford. Dopo aver completato gli studi al Magdalen College di Oxford (dove in seguito sarebbe diventato fellow), entrò al British Museum (1889) e fece carriera fino da diventarne Direttore e Bibliotecario principale (1909); ricevette il titolo di baronetto per i suoi servizi nel 1912 e rimase in carica fino al 1931.
Nel 1891 pubblicò l'editio princeps della Costituzione degli Ateniesi di Aristotele. Nel 1920 fu nominato presidente della British School of Archaeology di Gerusalemme. Dedicò la maggior parte del suo tempo da pensionato pubblicando antichi papiri.
La sua figlia maggiore era l'archeologa Kathleen Kenyon.

## Studi
Kenyon fu un rinomato studioso di lingue antiche, e studiò per tutta la vita la Bibbia, in particolare il Nuovo Testamento, esaminandolo come un testo storico. Il suo libro Our Bible and the Ancient Manuscripts (1895) sostiene che i testi papiracei egiziani e altre prove archeologiche possono corroborare gli eventi storici narrati dai vangeli. Era convinto della realtà storica degli eventi narrati nel Nuovo Testamento, ed è spesso citato per aver detto che «l'ultimo fondamento di ogni dubbio sul fatto che le Scritture ci siano giunte sostanzialmente nel modo in cui furono scritte è stato ora rimosso.».

## Opere
- 1891: Aristotelous Ἀθηναιων Πολιτεια. Aristotle on the Constitution of Athens; edited by F. G. Kenyon. London: stampato per ordine dei Trustees of the British Museum
- 1895: Our Bible and the Ancient Manuscripts
- 1897: The Letters of Elizabeth Barrett Browning; edited with biographical additions by Frederic G. Kenyon. 2 vol. London: John Murray. Gutenberg testo completo
- 1899: The Palaeography of Greek papyri
- 1901: Handbook to the textual criticism of the New Testament (prima ed.)
- 1912: Handbook to the textual criticism of the New Testament (seconda ed.)
- 1914: Aristotle, The Athenian Constitution; tradotta da Frederic G. Kenyon. London: G. Bell Gutenberg testo completo
- 1915:  Codex Alexandrinus in Reduced Photographic Facsimile, London: British Museum.
- 1933: Recent Developments in the Textual Criticism of the Greek Bible (Schweich Lectures for 1932) London: Oxford University Press
- 1936  The Story of the Bible (riediz.1947)
- 1940: The Bible and Archaeology. London: G. Harrap / New York: Harper & Row